# Skandawa (gmina)

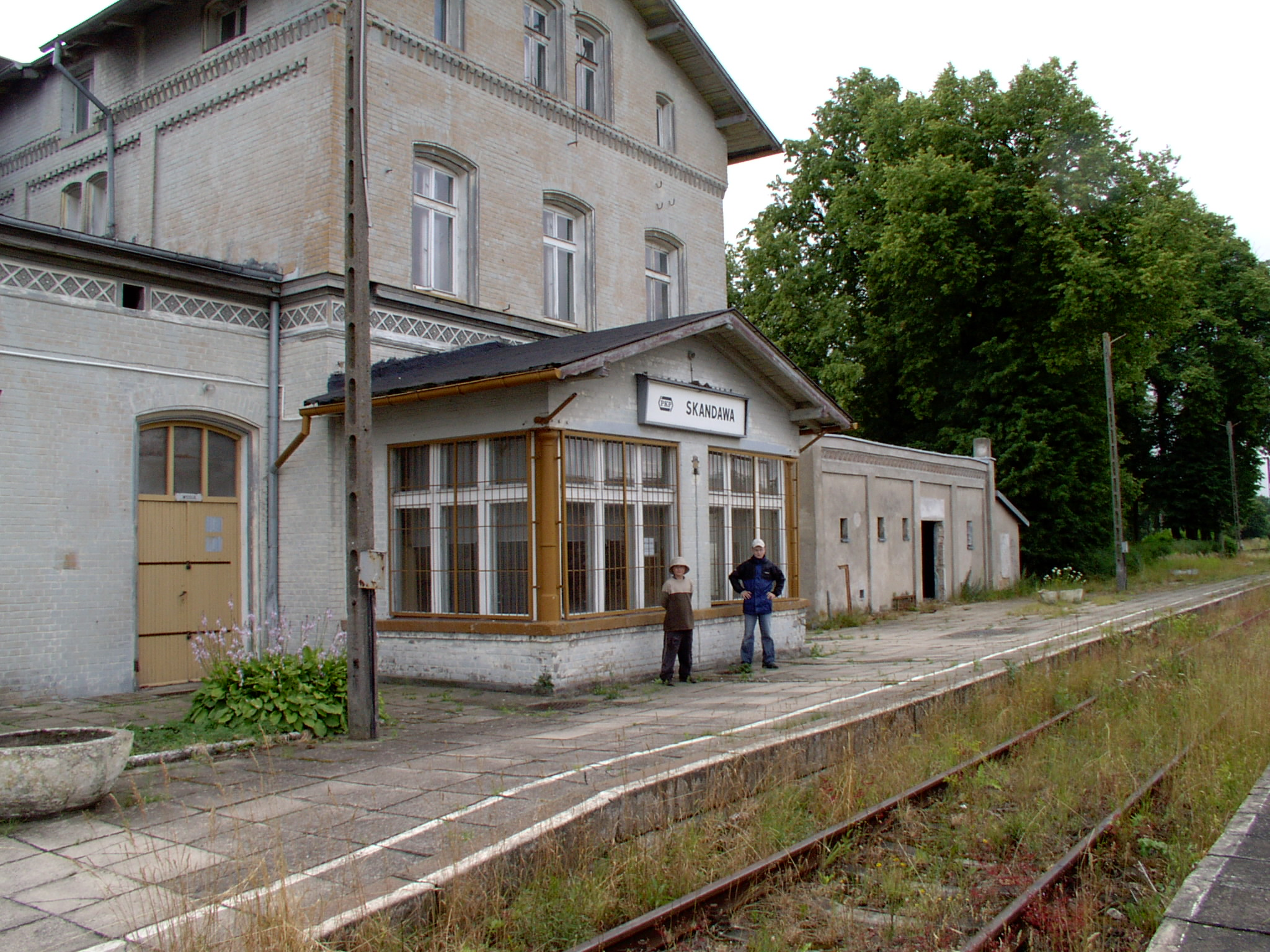
Dworzec w Skandawie

Skandawa (1945–46 Skandowo) – dawna gmina wiejska istniejąca w latach 1946–1954 i 1973–1976 w woj. olsztyńskim (dzisiejsze woj. warmińsko-mazurskie). Siedzibą władz gminy była Skandawa.
Gmina Skandowo powstała po II wojnie światowej na terenie tzw. Ziem Odzyskanych, na obszarze przeciętego granicą państwową powiatu gierdawskiego. Na mocy rozporządzenia z 29 maja 1946 roku gmina weszła w skład nowo utworzonego woj. olsztyńskiego z dniem 28 czerwca 1946. Opierając się na treści tego rozporządzenia, które nie uwzględniło powiatu gierdawskiego jako samodzielnej jednostki, wojewoda olsztyński zniósł ekspozyturę powiatu gierdawskiego w Skandawie, a jego 2 gminy – Skandawa (Skandowo) i Bobrowo (Biberniki) – włączono do powiatu kętrzyńskiego. Zakończenie działalności ekspozytury powiatu gierdawskiego przewidziano na 30 listopada 1946 roku
Według stanu z 1 lipca 1952 roku gmina była podzielona na 7 gromad: Dzietrzychowo, Krelikiejmy, Lipica, Lwowiec, Momajny, Silginy i Skandawa. Gmina została zniesiona 29 września 1954 roku wraz z reformą wprowadzającą gromady w miejsce gmin.
Jednostkę reaktywowano 1 stycznia 1973 roku w tymże powiecie i województwie. 1 czerwca 1975 roku gmina weszła w skład nowo utworzonego (mniejszego) woj. olsztyńskiego.
1 lutego 1977 roku gmina została zniesiona a jej obszar włączony do gmin:
- Barciany (obszary sołectw Asuny, Duje, Gradowo, Krelikiejmy, Michałkowo, Modgarby, Mołtajny, Momajny, Silginy i Skandawa),
- Sępopol (obszar sołectwa Lwowiec).